# هیلفیلد
هیلفیلد (به انگلیسی: Hilfield) یک روستا و محله مدنی در بریتانیا است که در West Dorset واقع شده‌است. هیلفیلد ۵۰ نفر جمعیت دارد.